# Anno Wietze Hiemstra
Anno Wietze Hiemstra (Bolsward, 29 januari 1978) is een Nederlands voormalig ambtenaar, bestuurder en CDA-politicus. Sinds 12 september 2019 is hij burgemeester van Aa en Hunze.

## Biografie
Hiemstra groeide op in Noordscheschut en ging vanaf zijn twaalfde naar het AOC Terra, een vmbo-school in Emmen. Vervolgens deed hij de mbo-opleiding Milieukunde. Van 1999 tot 2006 volgde hij succesvol de hbo-opleidingen Hogere Bestuursdienst Opleiding aan de Bestuursacademie Nederland en Bestuurskunde en Overheidsmanagement aan de Noordelijke Hogeschool Leeuwarden. Van 2002 tot 2007 was hij senior beleidsmedewerker Handhaving bij de gemeente Staphorst en van 2007 tot 2010 werkte hij als accountmanager Servicepunt Handhaving bij de provincie Overijssel.
Vanaf 2002 was hij daarnaast namens het CDA lid van de gemeenteraad van Hoogeveen. In 2010 werd hij daar tot wethouder benoemd, waar hij uiteindelijk een brede portefeuille met ruimtelijke ordening, economische zaken en financiën zou beheren. De toen 35-jarige wethouder werd in 2013 uitgeroepen tot 'Drents politicus van het jaar'. Bij zijn afscheid als wethouder in maart 2017 werd hem de erepenning van de gemeente Hoogeveen toegekend.
In 2017 werd hij voorgedragen en per 1 april benoemd tot waarnemend burgemeester van de gemeente Appingedam, met de verwachting dat hij deze functie zou blijven uitoefenen tot de aanstaande gemeentelijke herindeling met Delfzijl en Loppersum. Hiermee eindigde ook zijn wethouderschap in Hoogeveen, hoewel hij wel in die gemeente bleef wonen. Later is hij samen met zijn partner verhuisd naar Schoonloo.
Op 25 april 2019 werd hij door de gemeenteraad van Aa en Hunze voorgedragen als nieuwe burgemeester. Op 29 mei 2019 werd bekendgemaakt dat de ministerraad op voordracht van de minister van Binnenlandse Zaken en Koninkrijksrelaties heeft besloten Hiemstra te laten benoemen bij koninklijk besluit. De benoeming ging in op 12 september 2019.
Hiemstra was informateur voor de vorming van een coalitie in de gemeente Eemsdelta die op 1 januari 2021 ontstond uit de gemeenten Appingedam, Delfzijl en Loppersum. Op 27 november 2020 bracht hij het advies uit om een formatieproces te starten tussen Lokaal Belang Eemsdelta, ChristenUnie, VVD en CDA.